# 낙가산 (인천)
낙가산(落袈山)은 인천광역시 강화군 석모도에 있는 산이다.
신라 선덕여왕 때 지은 보문사가 기슭에 자리 잡고 있다.

## 같이 보기
- 한국의 산